# MTV Video Music Award a legjobb koncepcióvideóért
Az MTV Video Music Award a legjobb koncepcióvideóért díjat először az első MTV Video Music Awards-on adták át. Azokat a videókat díjazták vele, amelyek a dalokat konceptuálisan ábrázolták. Az évek során azonban az MTV-n leadott legtöbb klip koncepcióvideó lett, így a kategória szükségtelenné vált. Utoljára 1988-ban került átadásra.

| Év   | Győztes                       | További jelöltek                                    |
| ---- | ----------------------------- | --------------------------------------------------- |
| 1984 | Herbie Hancock — Rockit       | - The Rolling Stones — Undercover of the Night      |
| 1985 | Glenn Frey — Smuggler's Blues | - David Lee Roth — Just a Gigolo/I Ain't Got Nobody |
| 1986 | a-ha — Take on Me             | - Talking Heads — Road to Nowhere                   |
| 1987 | Peter Gabriel — Sledgehammer  | - Talking Heads — Wild Wild Life                    |
| 1988 | Pink Floyd — Learning to Fly  | - XTC — Dear God                                    |